# Luisa Bergalli
Luisa Bergalli, nota anche come Luisa Bergalli Gozzi e con lo pseudonimo di Irminda Partenide (Venezia, 15 aprile 1703 – Venezia, 18 luglio 1779), è stata una scrittrice, librettista e poetessa italiana.
È ricordata, oltre che per la sua produzione letteraria, per essere stata la prima persona a comporre un'antologia della poesia femminile, pubblicata nel 1726 con il titolo di I componimenti poetici delle più illustri rimatrici d’ogni secolo.

## Biografia
Il padre, Giovan Giacomo, era un piccolo commerciante di origini piemontesi. Ricevette un'educazione di stampo umanistico dal padre somasco Antonio Alberghetti, e trascorse poi un breve periodo di apprendistato alla scuola della pittrice Rosalba Carriera.
Strinse rapporti di amicizia con diversi uomini di lettere, in particolare con Apostolo Zeno, che la aiutò ad introdursi nella scena letteraria veneziana, sulla quale debuttò nel 1725 con il melodramma Agide. A questa faranno seguito varie altre opere, tra cui la tragedia Teba (1728) e la commedia Avventure del poeta (1730), forse il suo miglior lavoro teatrale. Nel 1738 sposò Gasparo Gozzi, di dieci anni più giovane di lei, dal quale ebbe cinque figli. La coppia visse spesso in ristrettezze economiche, specialmente dopo il fallimento dell'attività di impresari del Teatro Sant'Angelo (1746-1748). Collaborò spesso col marito nella traduzione di romanzi, drammi e trattati morali che, a causa del dissesto economico della famiglia, furono spesso la loro principale fonte di sostentamento. Sono degne di nota le sue traduzioni di Terenzio e di Racine. Fu nota nell'Accademia dell'Arcadia col nome di Irminda Partenide.